# Vello en las piernas

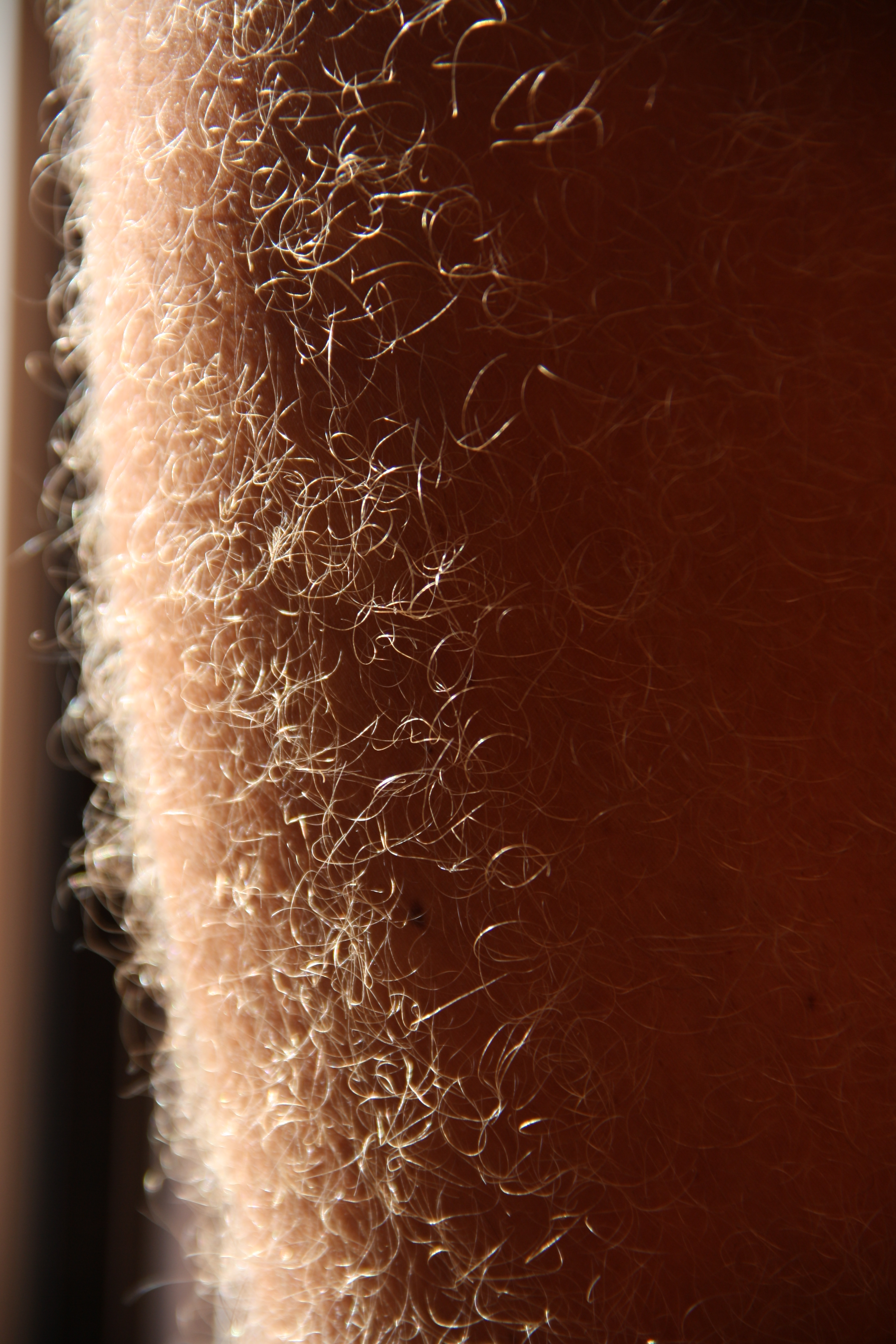
Vello en la piernas

Vello en las piernas es vello que crece en las piernas de humanos, generalmente aparece al comienzo de la edad adulta. La cantidad de vello en las piernas depende de su grupo étnico.
Por razones estéticas y para deportes, las personas se afeitan, depilan, o usan cremas para quitar el vello de sus piernas.
El actual récord mundial de Guinness en vello en la piernas más largo pertenece a Jason Allen de Tucson, Arizona con vello de 8.84 pulgadas (22.46 cm).